# Zephyranthes traubii
Zephyranthes traubii là một loài thực vật có hoa trong họ Amaryllidaceae. Loài này được (W.Hayw.) Moldenke miêu tả khoa học đầu tiên năm 1951.